# Fogwatt
Fogwatt est un petit village près d'Elgin, en Moray, Écosse. Le hall communal est situé sur la route principale en direction de Rothes.